# Arne Linderholm
Arne Linerholm (Norrköping, 22 febbraio 1916 – Norrköping, 20 febbraio 1986) è stato un calciatore svedese, di ruolo centrocampista.